# MRPL10
MRPL10 (англ. Mitochondrial ribosomal protein L10) – білок, який кодується однойменним геном, розташованим у людей на короткому плечі 17-ї хромосоми. Довжина поліпептидного ланцюга білка становить 261 амінокислот, а молекулярна маса — 29 283.
| 10         |  | 20         |  | 30         |  | 40         |  | 50         |
| ---------- |  | ---------- |  | ---------- |  | ---------- |  | ---------- |
| MAAAVAGMLR |  | GGLLPQAGRL |  | PTLQTVRYGS |  | KAVTRHRRVM |  | HFQRQKLMAV |
| TEYIPPKPAI |  | HPSCLPSPPS |  | PPQEEIGLIR |  | LLRREIAAVF |  | QDNRMIAVCQ |
| NVALSAEDKL |  | LMRHQLRKHK |  | ILMKVFPNQV |  | LKPFLEDSKY |  | QNLLPLFVGH |
| NMLLVSEEPK |  | VKEMVRILRT |  | VPFLPLLGGC |  | IDDTILSRQG |  | FINYSKLPSL |
| PLVQGELVGG |  | LTCLTAQTHS |  | LLQHQPLQLT |  | TLLDQYIREQ |  | REKDSVMSAN |
| GKPDPDTVPD |  | S          |  |            |  |            |  |            |

A: Аланін

C: Цистеїн

D: Аспарагінова кислота

E: Глутамінова кислота

F: Фенілаланін

G: Гліцин

H: Гістидин

I: Ізолейцин

K: Лізин

L: Лейцин

M: Метіонін

N: Аспарагін

P: Пролін

Q: Глутамін

R: Аргінін

S: Серин

T: Треонін

V: Валін

Кодований геном білок за функціями належить до рибонуклеопротеїнів, рибосомних білків. 
Задіяний у такому біологічному процесі, як альтернативний сплайсинг. 
Локалізований у мітохондрії.